# 安德魯·麥卡琴
安德魯·麥卡琴（英語：Andrew Stefan McCutchen，1986年10月10日—）出生於佛羅里達州的米德堡，目前為匹茲堡海盜，先前曾效力於巨人、洋基、費城人與釀酒人等隊。

## 早期生活
麥卡琴逾2004年在就讀米德堡高校（Fort Meade High School）期間，有0.474打擊率、8發全壘打和40分打點的成績，另外還有45次盜壘成功，並且被三振次數只有5次，表現相當優異。
2005年，麥卡琴於大聯盟上被海盜於第1輪第11名所選中，雙方簽下合約，之後麥卡琴去匹茲堡海盜的小聯盟系統，並於2006年在南大西洋聯盟（South Atlantic League）參加明星賽，這也是他職業生涯的第1個完整球季，這一年他並獲得了海盜小聯盟系統的MVP。

## 職業生涯

### 2009年

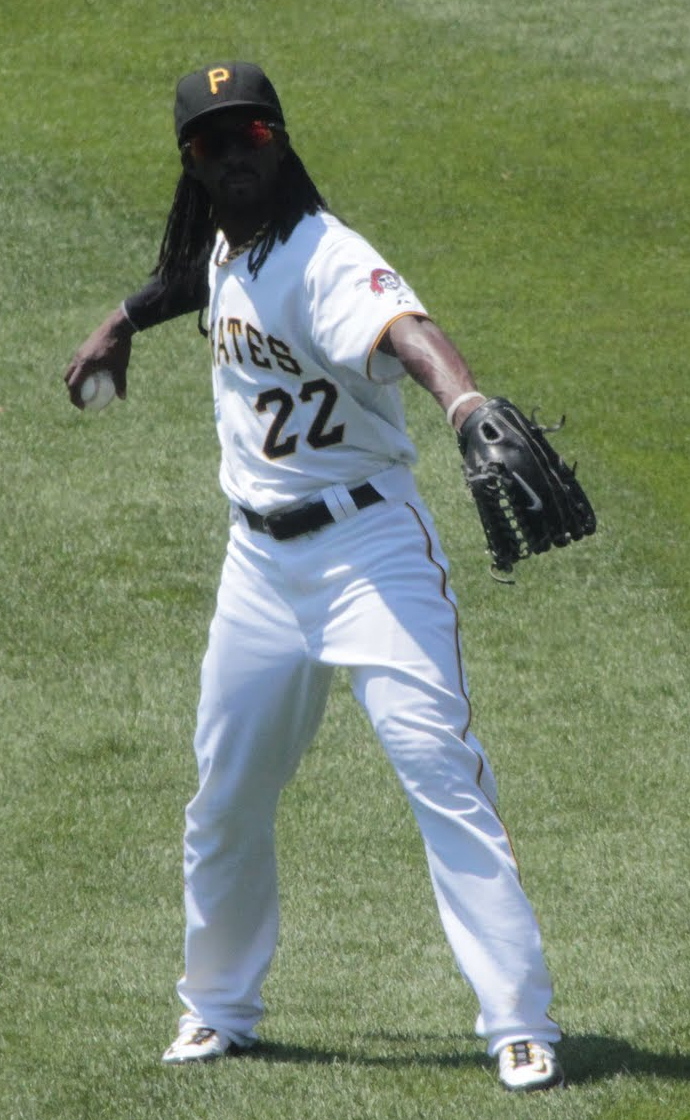
2011年7月10日

6月3日，因為海盜的中外野手Nate McLouth被交易到亞特蘭大勇士，麥卡琴因此被球隊叫上大聯盟。
隔天對紐約大都會的比賽他及擔任先發中外野手，在4個打數裡面他擊出2支安打，並獲得生涯的第1分打點和第一個盜壘成功。
5天之後對勇士的比賽，他單場擊出生涯新高的4支安打，包括2支三壘安打，這是至從2003年Tike Redman之後，再次有球員有此表現，但球隊最後以6：7落敗。6月17日對明尼蘇達雙城跨聯盟的比賽中，於第3局麥卡琴從弗朗西斯科·利瑞安諾的手中擊出生涯第1發全壘打，為2分全壘打。6月25日對克里夫蘭印地安人的比賽中，從終結者Matt Herges擊出再見安打。
8月1日對華盛頓國民的比賽中，麥卡琴有單場3發全壘打及6分打點的精彩演出。這場比賽第1局擊出陽春全壘打，第4局擊出2分全壘打，第6局擊出3分全壘打，只差1發滿貫全壘打就是全壘打完全打擊，他成為海盜歷史上第10位有單場3發全壘打的演出，但是這裡面唯一的新人球季。
8月10日對科羅拉多落磯的比賽，雖然只擊出1支安打，但有獲得生涯新高的3次保送，而且這三次都是面對不同的投手，最後球隊以7：3獲勝。
8月25日對費城費城人的比賽中，從布萊德·李吉手中敲出生涯的第1發再見全壘打。
今年麥卡琴繳出0.286打擊率、12發全壘打、54分打點和22次盜壘成功的成績。在國家聯盟年度最佳新人獎獲得第4名。

### 2010年
今年麥卡琴成為球隊每天出場的中外野手。5月14日對芝加哥小熊的比賽中，繳出5支5的成績，並有5分得分，最後球隊以10：7獲勝。在5月，麥卡琴繳出0.327打擊率及0.901上壘加長打率的成績。
8月，麥卡琴的表現不佳，只有0.226的打擊率。
9月，麥卡琴表現開始反彈，繳出0.326打擊率、22分得分及17分打點的成績。

### 2014年

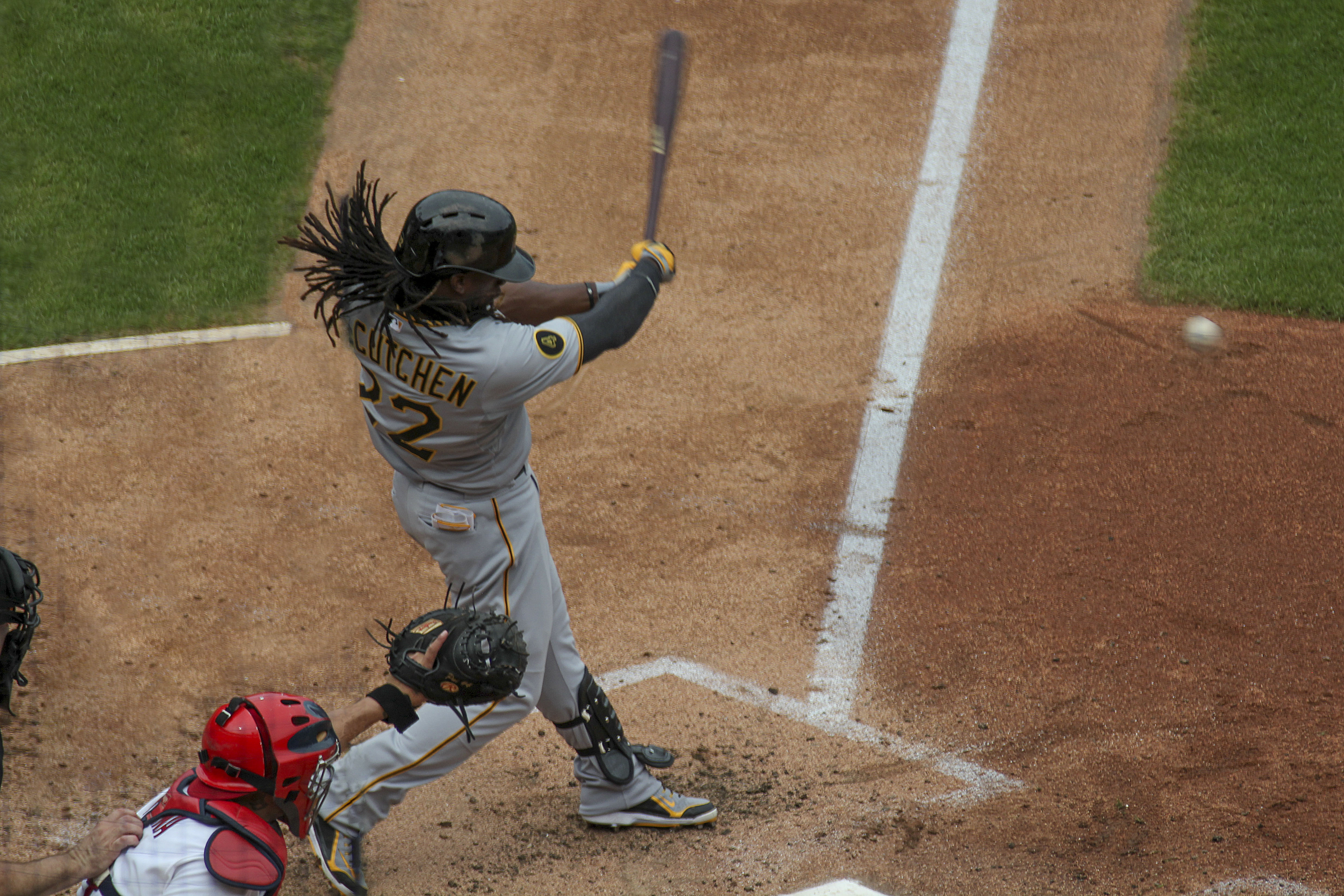
麥卡琴打擊時

2014年主場開幕戰，邀請上個世代拿下國聯MVP的海盜前名將 Barry Bonds 頒發去年國聯最有價值獎給麥卡琴。
6月12號匹茲堡海盜對上芝加哥小熊隊，麥卡琴首局轟出2分全壘打，4個打席全部上壘，帶領匹茲堡海盜以4-2劫掠芝加哥小熊。這是他本季第10轟、本月第6轟。
7月13日麥卡琴個人包辦追平轟、超前砲，上演逆轉秀。第9局先敲出追平轟，延長第11局再扛出超前砲，終場海盜以6比5逆襲紅人。
8月3日與響尾蛇比賽被觸身球砸中背部，隔天敲出高飛犧牲打後，手扶著相同部位表情相當難過，提前退場休息。球團指出，麥卡琴是左側第11肋骨有一小塊骨頭脫落，不用進到傷兵名單，儘管這位國聯MVP沒進到傷兵名單，但仍得休息一段時間。
9月11號，海盜與費城人4連戰中的第3場比賽，麥卡琴擊出的深遠高飛球，打到全壘打牆後反彈落地形成安打，靠著快速的腳程僅花了15.4秒跑壘，硬是拚出一支場內轟，終場以6：3擊退費城人。

### 2015年
- 03/26，麥卡琴過去以辮子頭為招牌造型，甚至在匹茲堡城市掀起留辮子頭的風潮，今年新球季開打前，竟把辮子頭全剪了，麥卡琴說，這除了做公益，也想給新球季一個新形象，
- 05/06 開季球隊戰績不佳的海盜隊目前12勝14敗分區倒數第2名，麥卡琴把責任扛在肩上，「我要負起全部的責任，我知道我是球隊的重點人物，而我在攻擊端沒有展現出水準。」「我現在的等級比二流球員還差，這事情很糟糕，但我知道我的能力不僅止於此。」
- 06/28，麥卡琴一局下半就被勇士先發投手Julio Teheran一記92英哩的速球擊中左手肘提前退場，匹茲堡球迷也大噓特噓。這已經是他本季挨的第8記觸身球。代跑站上一壘，接下來連敲4支安打，單局攻下5分奠定勝利基礎，終場海盜8:4擊敗勇士。
- 07/07 2015年明星賽名單7日出爐，麥卡琴為國聯明星隊先發外野手。
- 07/12，麥卡琴在十四局下半敲出該場唯一一安，但這支安打卻是價值連城的再見2分砲，幫助海盜6:5氣走紅雀。賽後他說：「這是最高潮的結尾，感覺真是棒極了，誰能想像結果會是這樣？我不知道，這是1場令人回味無窮的比賽。」
- 07/15，美國職棒明星賽在台灣時間7月15日上午開打，麥卡琴6下敲出陽春全壘打，但國聯明星隊最終仍以3:6敗下陣來。
- 08/26，麥卡琴完成生涯第1,000場出賽。特別的是，同樣用1,000場的成績來計算，麥卡琴的所有的打擊指標，安打、打點、壘打數、長打等等，全部優於2位傳奇海盜Barry Bonds、Roberto Clemente，已經超越了海盜隊史的2位傳奇球星。
- 08/27，麥卡琴單場敲下4分打點，先是1上的1分打點二壘安打送回壘上的Josh Harrison，接著2上敲出本季第20轟(3分砲)。海盜在2上打了10個人次，擊出6支安打，一口氣攻下6分，終場以7：2擊敗馬林魚。
- 09/11，麥卡琴對釀酒人揮出本季第22轟，成為繼Barry Bonds後，成為海盜隊史第2位150轟、150盜的球員。但最終海盜無法以勝利慶祝。

### 2016年
- 04/26，麥卡琴生涯第2度單場三響砲，灌進5分打點，幫助海盜9:4擊敗洛磯。

### 2018年
- 被匹茲堡海盜交易至舊金山巨人。
- 04/08，麥卡琴七打數六安打，並在延長賽14局敲出自從被交易至舊金山巨人後的第一支全壘打，就是一支再見全壘打，氣走了洛杉磯道奇。
- 08/30，麥卡琴交易至紐約洋基，舊金山巨人獲得洋基兩名小聯盟新秀，其中一位是被MLB Pipeline評為球隊農場第23名的3A內野Abiatal Avelino。
- 12/12 與費城人隊以3年5,000萬美元的合約達成共識。

### 2019年
- 加入費城費城人，背號為22號。

### 2024年
12月23日，麥卡琴和海盜隊簽下一年合約。

## 生涯成績
| 年度 | 球隊 | 背號 | 場次  | 打席  | 打數  | 得分 | 安打  | 二壘打 | 三壘打 | 全壘打 | 打點 | 盜壘 | 四壞 | 三振  | 打擊率 | 上壘率 | 長打率 |  |
| 2009 | PIT  | 22   | 108   | 493   | 433   | 74   | 124   | 26     | 9      | 12     | 54   | 22   | 54   | 83    | .286   | .365   | .471   |  |
| 2010 | PIT  | 22   | 154   | 653   | 570   | 94   | 163   | 35     | 5      | 16     | 56   | 33   | 70   | 89    | .286   | .365   | .449   |  |
| 2011 | PIT  | 22   | 158   | 678   | 572   | 87   | 148   | 34     | 5      | 23     | 89   | 23   | 89   | 126   | .259   | .364   | .456   |  |
| 2012 | PIT  | 22   | 157   | 673   | 593   | 107  | 194   | 29     | 6      | 31     | 96   | 20   | 70   | 132   | .327   | .400   | .553   |  |
| 2013 | PIT  | 22   | 157   | 674   | 583   | 97   | 185   | 38     | 5      | 21     | 84   | 27   | 78   | 101   | .317   | .404   | .508   |  |
| 2014 | PIT  | 22   | 146   | 648   | 548   | 89   | 172   | 38     | 6      | 25     | 83   | 18   | 84   | 115   | .314   | .410   | .542   |  |
| 2015 | PIT  | 22   | 157   | 685   | 566   | 91   | 165   | 36     | 3      | 23     | 96   | 11   | 98   | 133   | .292   | .401   | .488   |  |
| 2016 | PIT  | 22   | 153   | 675   | 598   | 81   | 153   | 26     | 3      | 24     | 79   | 6    | 69   | 143   | .256   | .336   | .430   |  |
| 2017 | PIT  | 22   | 156   | 650   | 570   | 94   | 159   | 30     | 2      | 28     | 88   | 11   | 73   | 116   | .279   | .363   | .486   |  |
| 2018 | SFG  | 22   | 130   | 568   | 482   | 65   | 123   | 28     | 2      | 15     | 55   | 13   | 73   | 123   | .255   | .357   | .415   |  |
| 2018 | NYY  | 26   | 25    | 114   | 87    | 18   | 22    | 2      | 1      | 5      | 10   | 1    | 22   | 22    | .253   | .421   | .471   |  |
| 2018 | 10年 | 10年 | 1,501 | 6,511 | 5,602 | 897  | 1,608 | 322    | 47     | 223    | 790  | 185  | 780  | 1,183 | .287   | .378   | .481   |  |

- 粗體黑字為該年度聯盟最高

### 特殊事蹟
- 小聯盟年度MVP，2006年
- 未來之星明星賽，2008年
- 國聯新人王第四名，2009年
- 美國職棒明星賽，2011年
- 美國職棒明星賽，2012年
- 國聯外野手銀棒獎，2012年
- 國聯安打王，2012年
- 國聯外野手金手套，2012年
- 美國職棒明星賽，2013年
- 國聯MVP，2013年
- 國聯外野手銀棒獎，2013年
- 美國職棒明星賽，2014年
- 國聯外野手銀棒獎，2014年
- 美國職棒明星賽，2015年
- 克里米提獎國聯，2015年
- 外野手銀棒獎，2015年

## 外部連結
- 球員資訊和成績在MLB ，ESPN ，Retrosheet ，Baseball Reference ，Baseball Reference (Minors) ，Fangraphs ，The Baseball Cube （英文）